# Valcheta (Río Negro)
Valcheta is een plaats in het Argentijnse bestuurlijke gebied Valcheta in de provincie Río Negro. De plaats telt 3.595 inwoners.